# Cantó de Salazie
El cantó de Salazie era un cantó de l'illa de la Reunió, regió d'ultramar francesa de l'oceà Índic. En aplicació del Decret núm. 2014-236 de 24 de febrer de 2014, el cantó de Salazie va ser suprimit el 22 de març de 2015 i la seva comuna va passar a formar part del nou cantó de Saint-André-3.

## Història
| Data d'elecció | Identitat         | Partit     |
| -------------- | ----------------- | ---------- |
| 1998 -         | Stéphane Fouassin | Nou Centre |

## Evolució demogràfica
| 1968  | 1975  | 1982  | 1990  | 1999  | 2006  |
| ----- | ----- | ----- | ----- | ----- | ----- |
| 7 105 | 6 462 | 6 467 | 7 004 | 7 400 | 7 065 |